# Tammiku (Jõhvi)
Tammiku - okręg miejski w Estonii, w prowincji Virumaa Wschodnia, w gminie Jõhvi.